# هاروکا یاماشیتا
هاروکا یاماشیتا (انگلیسی: Haruka Yamashita؛ زادهٔ ۲۸ نوامبر ۱۹۹۵) بازیگر اهل ژاپن است.